# Dischka Győző (mérnök)
Dischka Győző (Pécs, 1847. december 6. – Pécs, 1901. november 15.) tanár, iskolaigazgató, mérnök, pirotechnikus.

## Élete
A Ciszterci Főgimnáziumban végzett. A pécsi Állami Főreáliskola (ma Mátyás Király Utcai Általános Iskola) tanára (1870–1882), ahol a mennyiségtant és a természettant oktatta, majd az intézmény igazgatója is volt (1882–1901). Természettudományi cikkek szerzője. Írói álneve: "Egy a sok nevében".

## Művei

### Természettudományi tárgyú cikkei a Pécsi Főreáliskola Értesítőjében
- A magasságmérés légsulymérővel. A pécsi hegyláncz magasságának meghatározása (1877)
- A zenészeti sípok hanggyűjteményei. A galvánfényív lényege (1880)
- Adalékok a ferde hajítás tárgyalásához. A zenészeti sípok hangtüneményei. A galván fényív lényege. (a881).

### Cikkei a Természettudományi Közlönyben
- A galvanophon. 1977
- Zeitschrift f. d. Realschulwesen. (1891)
- Die Tonerscheinungen der musikalischen Pfeifen (1882)
- Eine Erklärung der Erscheinungen des galv. Lichtbogens. (1883)
- Jelentés a pécsi állami főreáliskoláról. Pécs, 1883.

Szerkesztette mint igazgató a pécsi főreáliskola Értesítőit 1883-tól.

## Emlékezete
Pécsett utca viseli a nevét.

## További irodalom
- Baranya múltja és jelenje 1. köt. / szerk. Várady Ferenc. – Pécs : Pécsi Irodalmi és Könyvnyomda Rt., 1896. – p. 378, 421.
- Évfordulóink a műszaki és természettudományokban, 2001. – Budapest : MTEST, cop. 2000. – p. 118. (620 E 97)
- Gulyás Pál: Magyar írók élete és munkái / írta és szerk. Gulyás Pál. – Budapest : Magyar Könyvtárosok és Levéltárosok Egyesülete, 1939.
- Lenkei Lajos: Negyven év Pécs életéből. – Pécs : Pécsi Irodalmi és Könyvnyomda Rt., 1922. – p. 131-132. (C 712)
- A Mecsek Egyesület évkönyve az 1998. egyesületi évről / szerk. Baronek Jenő. – Pécs : Mecsek Egyesület, 1999. – p. 8-10.
- A Mecsek Egyesület jelentése az 1901. évről / összeáll.:Kiss József. – Pécs : Wessely és Horváth Könyvny., 1902. – p. 3-6. [Nekr.]
- Pécs lexikon / főszerk. Romváry Ferenc. – Pécs : Pécs Lexikon Kulturális Nonprofit Kft., 2010.
- Pécs-baranyai történelmi arcképcsarnok / szerk. Ódor Imre, Lengvári István. – Pécs : BML, 2004. (PCR 32)
- A pécsi állami főreáliskola értesítője. – Pécs : Pécsi Irodalmi és Könyvnyomdai Részvénytársaság, 1901. – p. 3–17. (1508)
- A Pécsi Széchenyi István Gimnázium és Szakközépiskola évkönyve a 2000-2001-es tanévről az intézet fennállásának 143. évében / szerk. Regele Károlyné, Téczelyné Balázs Zsuzsa. – Pécs : Széchenyi Gimnázium és Szakközépiskola, 2001. – p. 11-14.
- Szinnyei József: Magyar írók élete és munkái. – Bp. : Magyar Könyvkiadók és Könyvterjesztők Egyesülése, 1981.
- Tanulmányok Pécs történetéből 2-3. / szerk. Vonyó József. - Pécs : Pécs Története Alapítvány, 1996. – p. 161-167.
- Fizikai Szemle, 1994.3:114-117.
- A Pécs-Baranyamegyei Múzeum Egyesület Értesítője, 1910. márc.: 1-10.
- Pécsi Figyelő, 1901.11.16:2-4.
- Pécsi Közlöny, 1901.11.17:2 ; 1901.11.21:2-6.
- Pécsi Műszaki Szemle, 1979.1-2:44. : ill. ; 1987.3-4:6. : ill.
- Pécsi Napló, 1901.11.16:1-3.
- Természet Világa, 2008.2: XX-XXI.